# Hadena capsincola
Hadena capsincola is een vlinder uit de familie uilen (Noctuidae). De wetenschappelijke naam is voor het eerst geldig gepubliceerd in 1775 door Denis & Schiffermüller.
De soort komt voor in Europa.